# کلیسای جامع نوریچ
کلیسای جامع نوریچ (انگلیسی: Norwich Cathedral) یک کلیسای جامع در شهر نوریچ، انگلستان است.
بنای این کلیسا در سال ۱۰۹۶ میلادی شروع به ساخت شده در سال ۱۱۴۵ به پایان رسیده است، کلیسای نوریچ دارای یک مناره به ارتفاع ۹۶ متر می‌باشد.

## نگارخانه

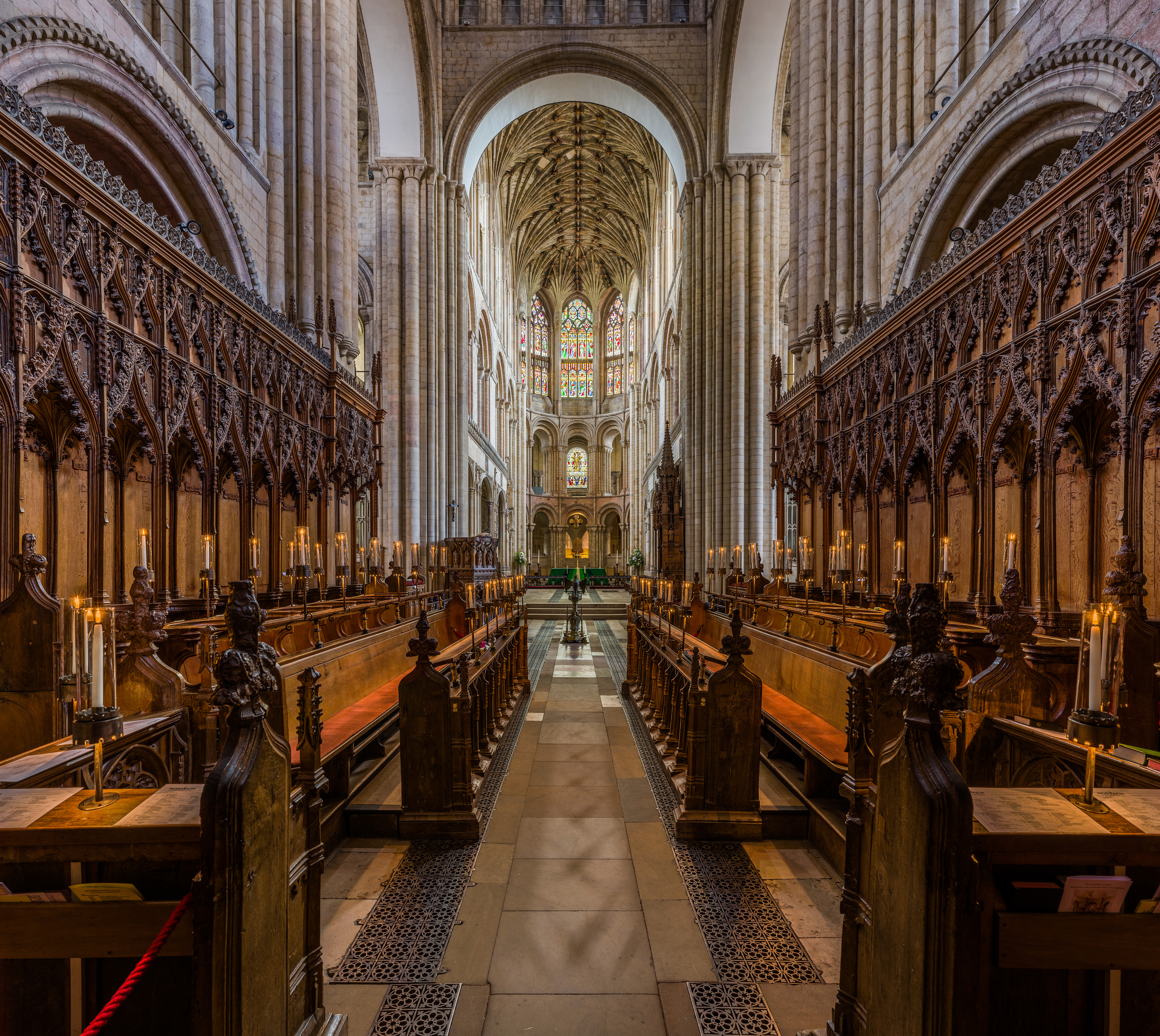
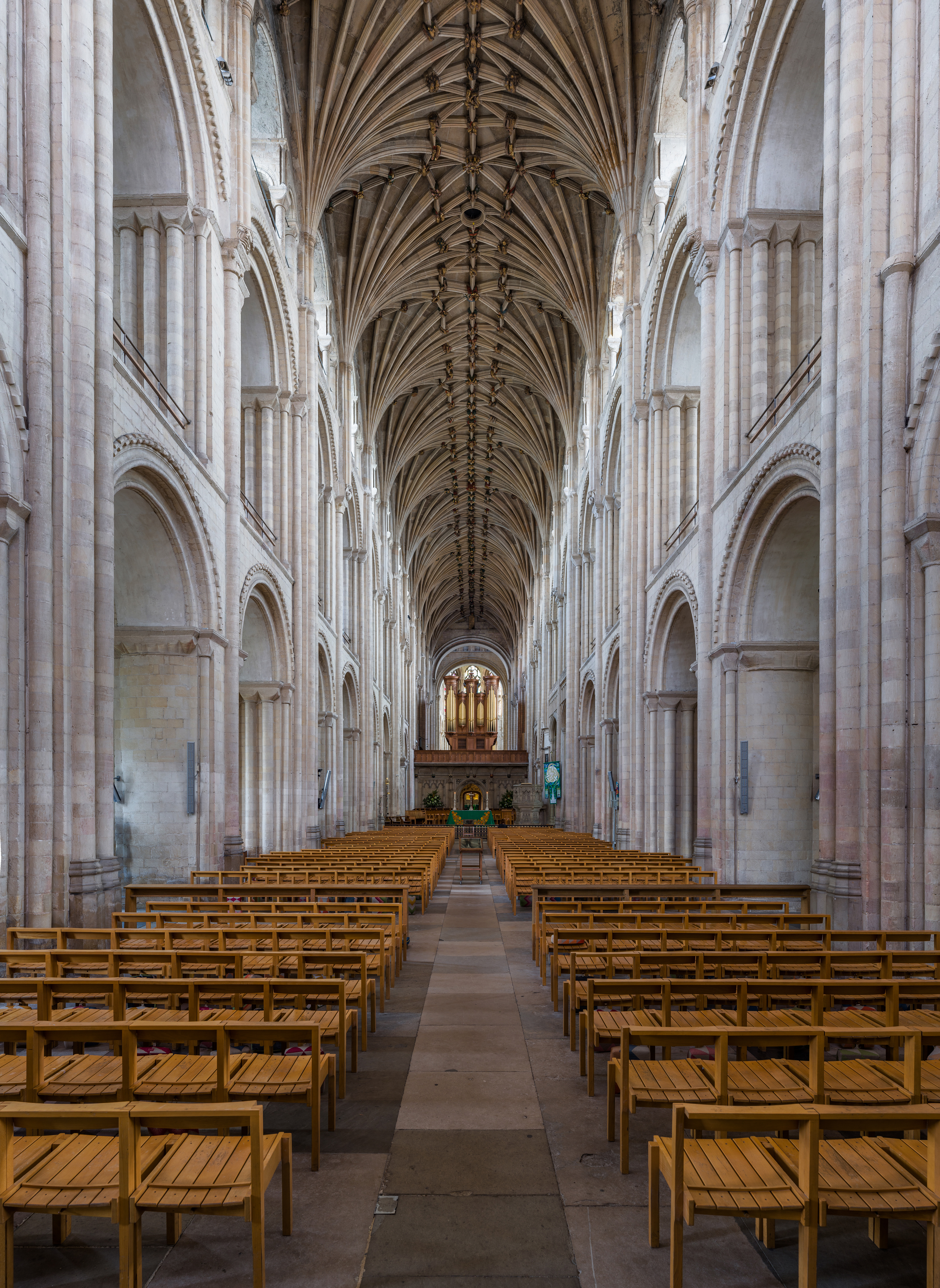
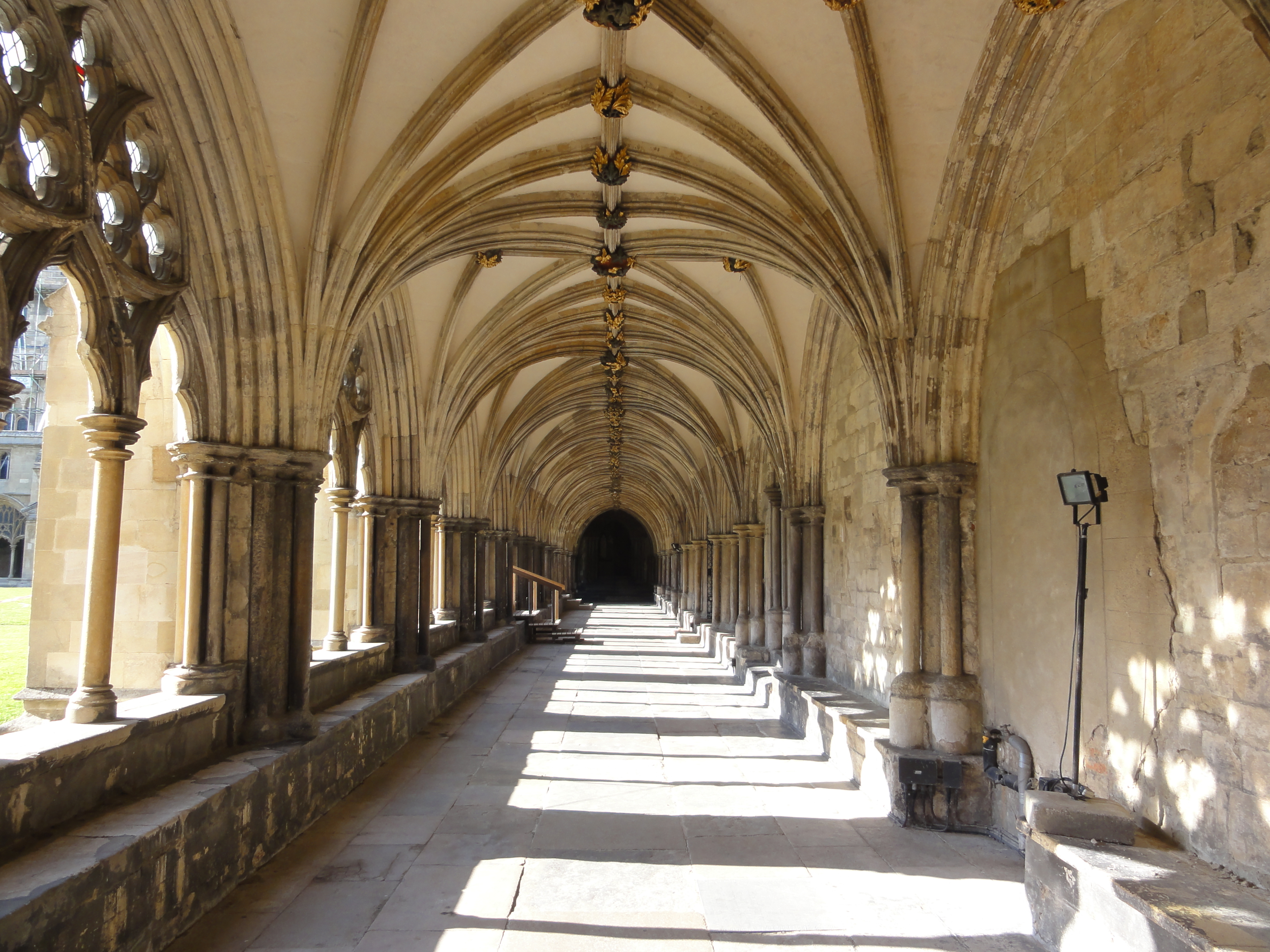
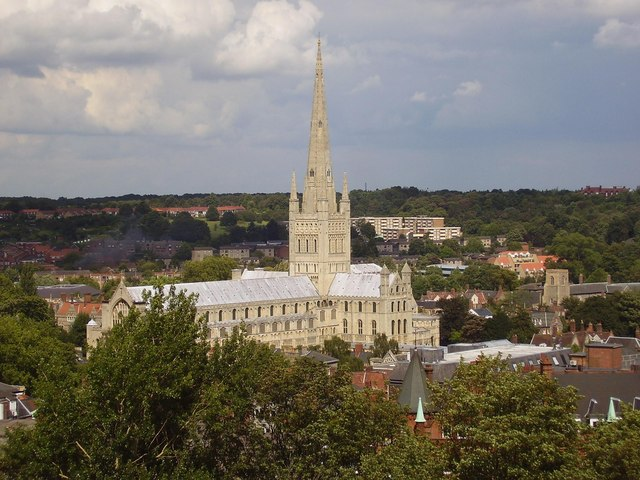
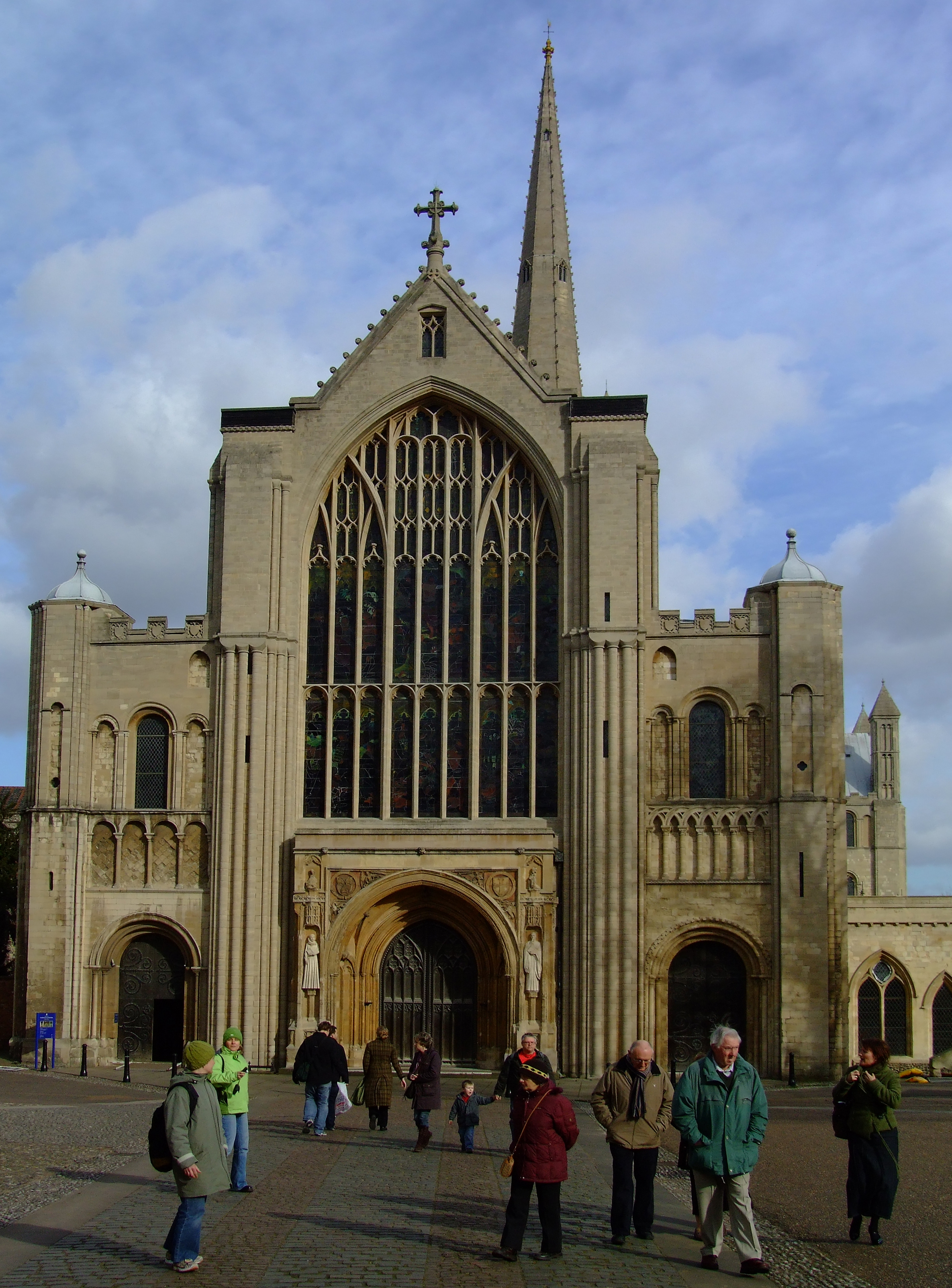
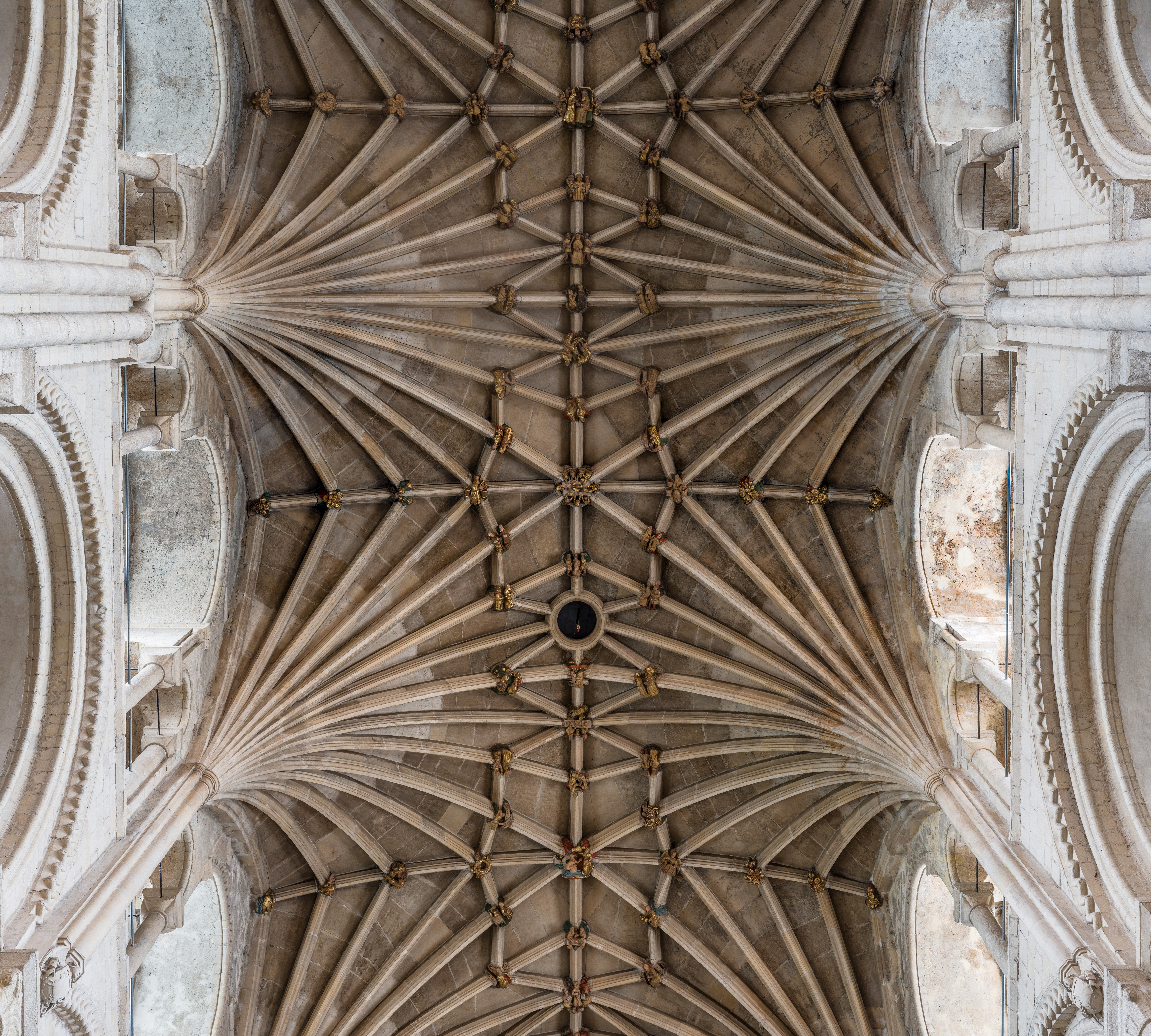
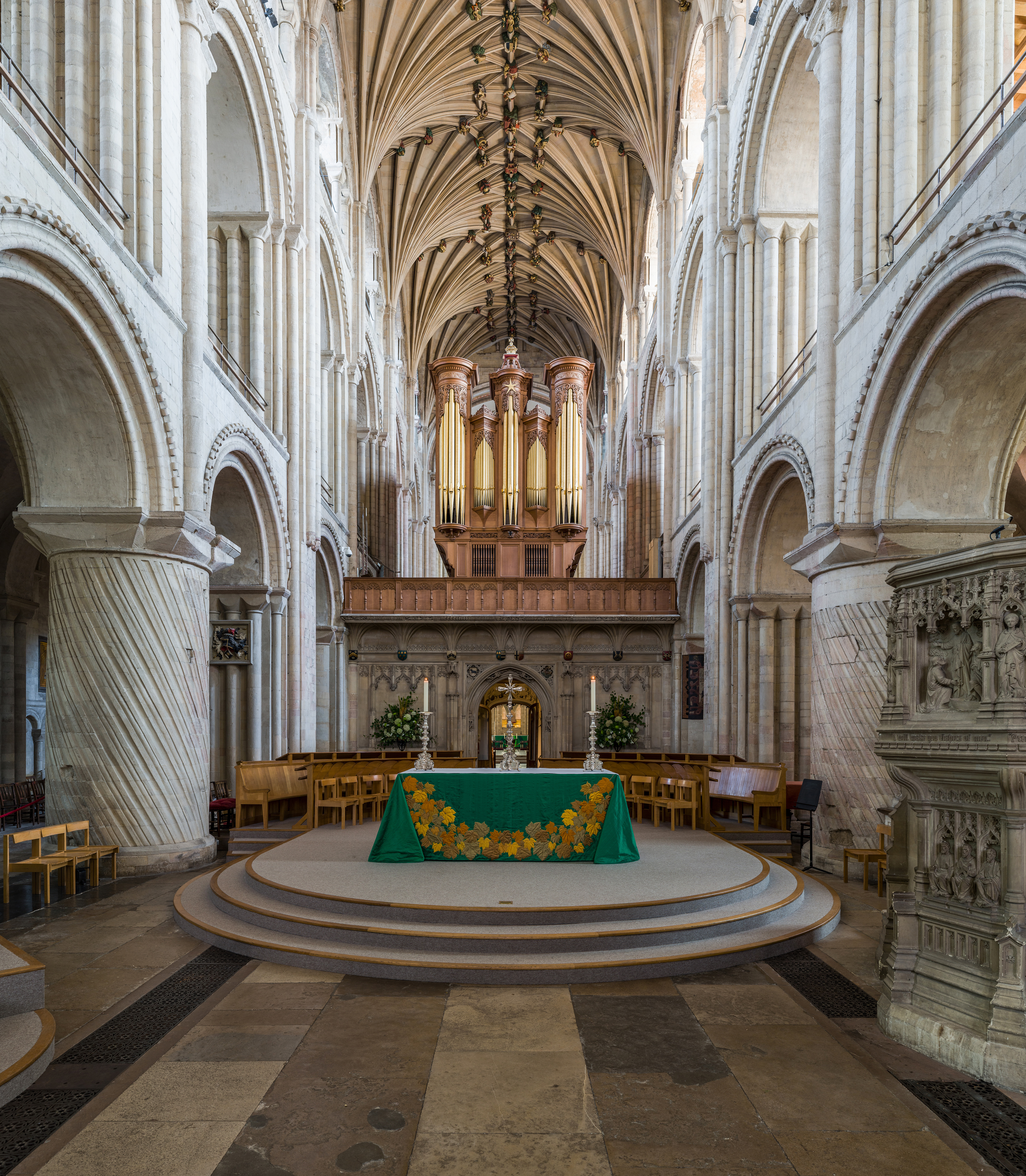
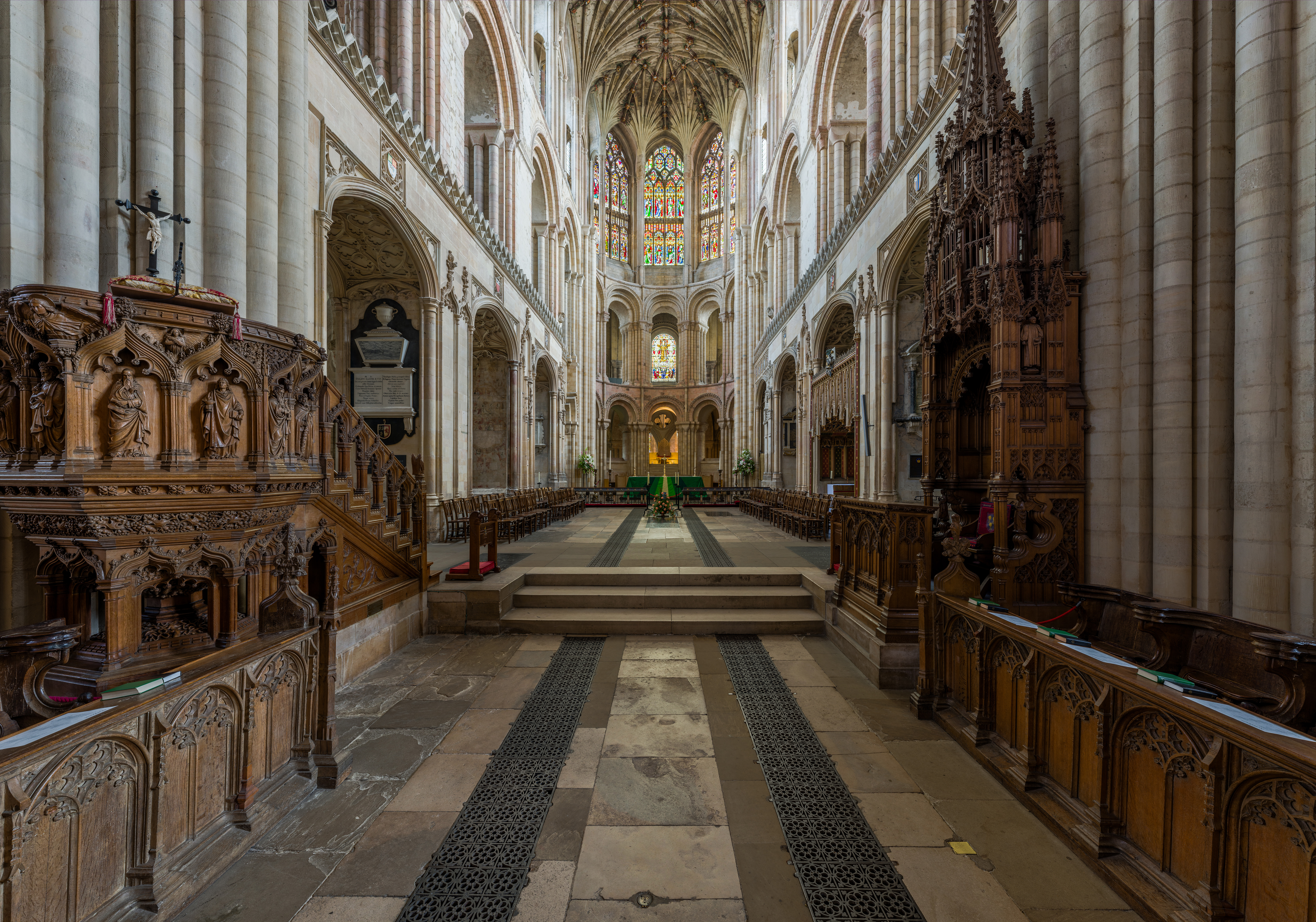
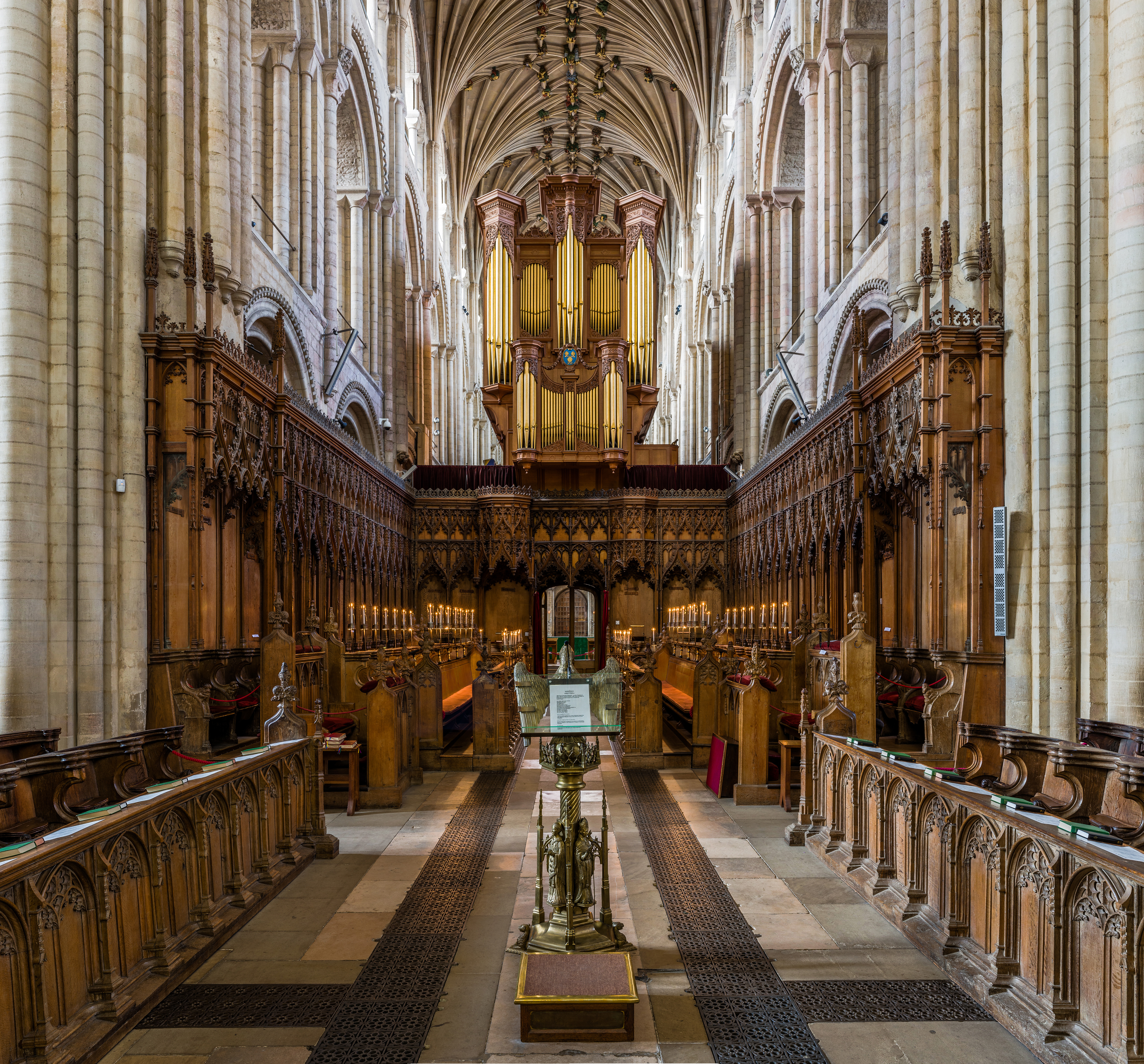
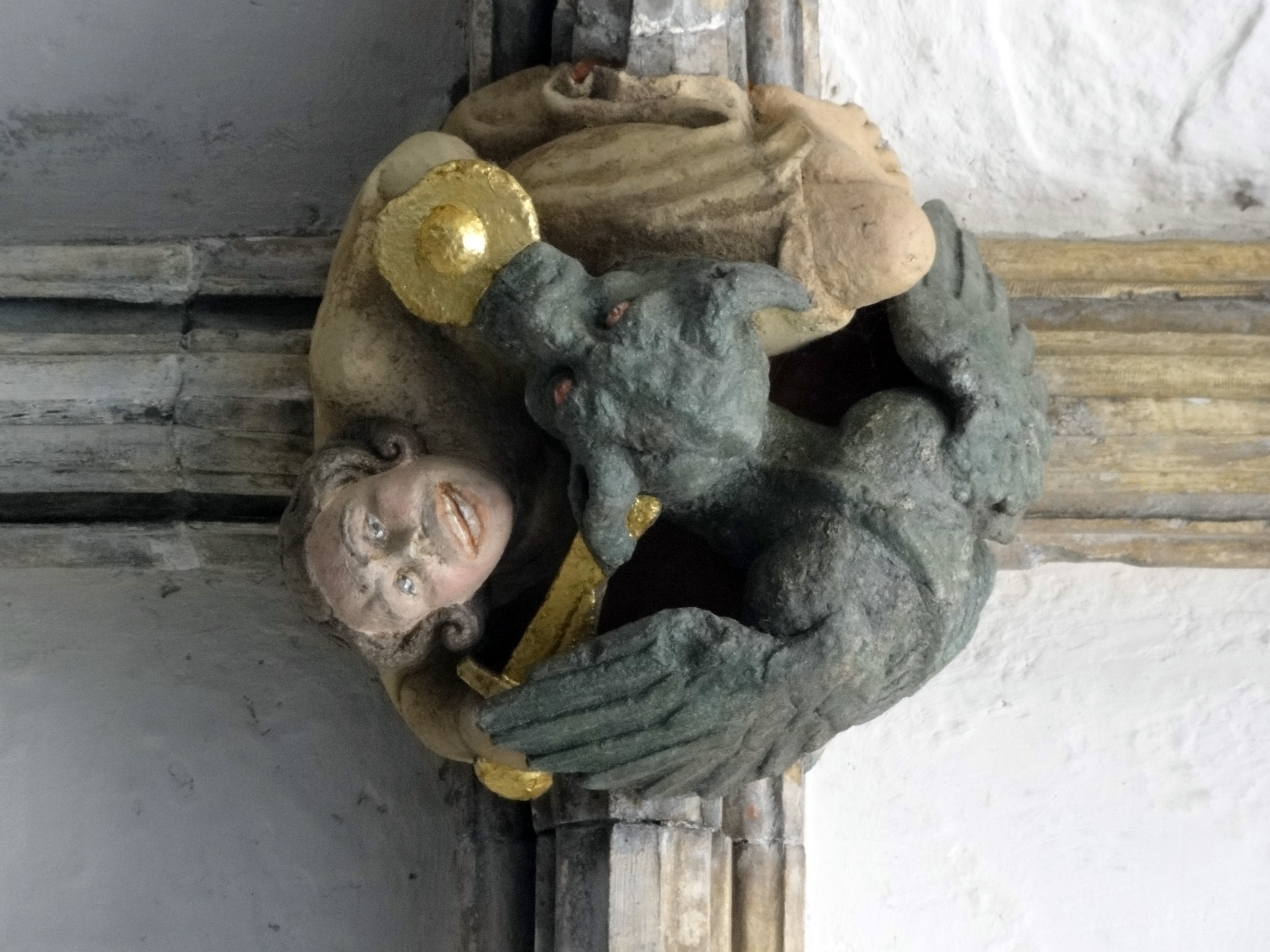
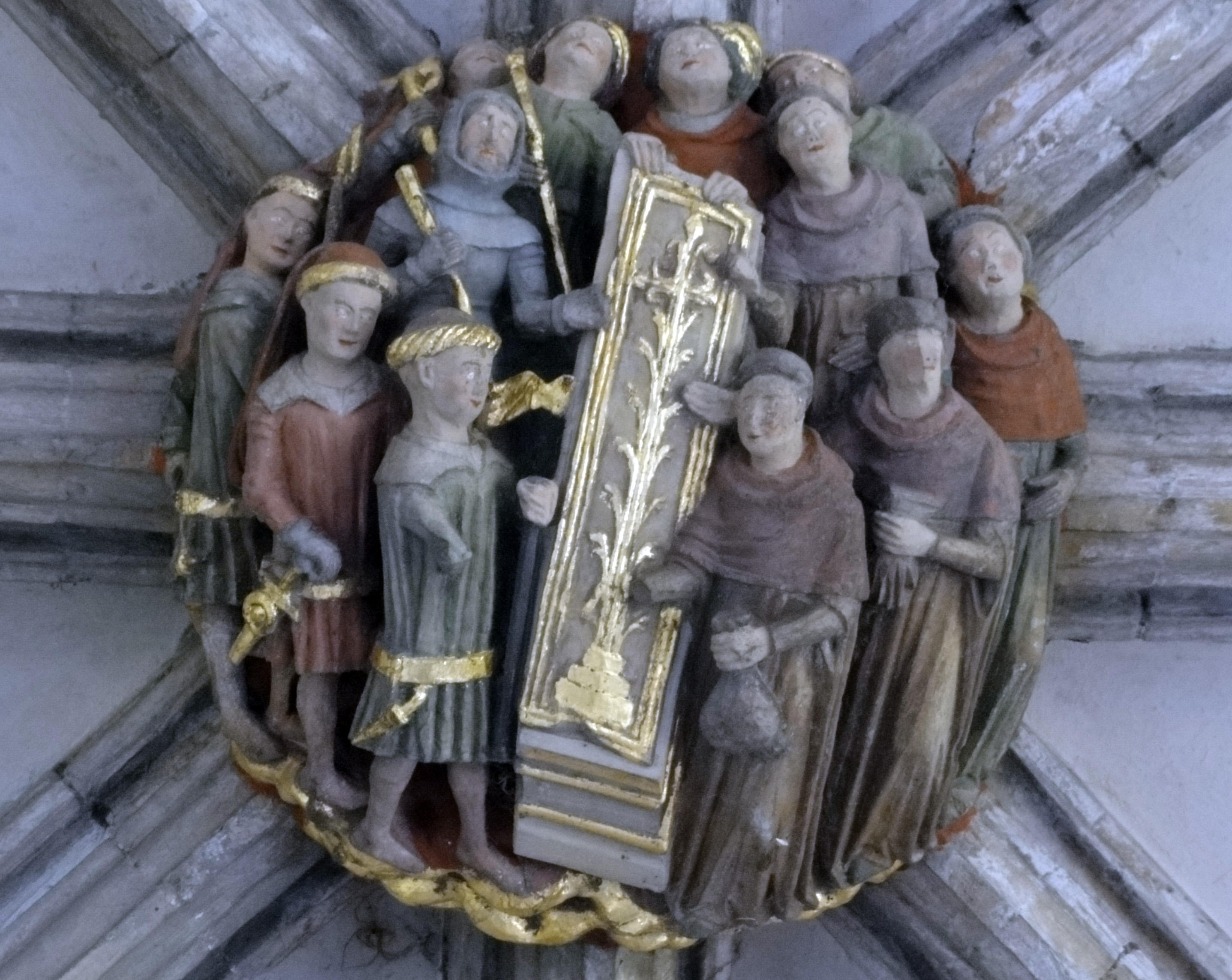
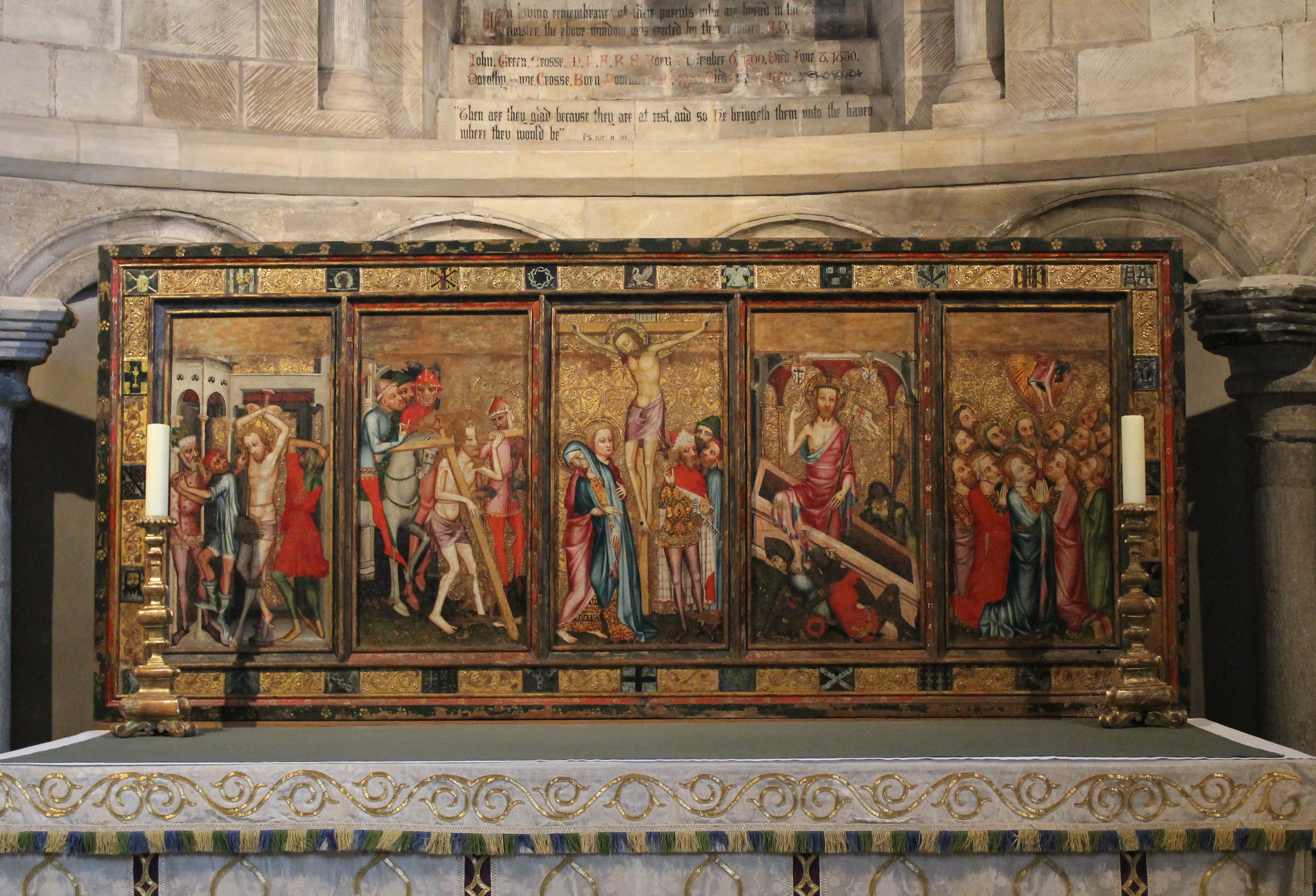
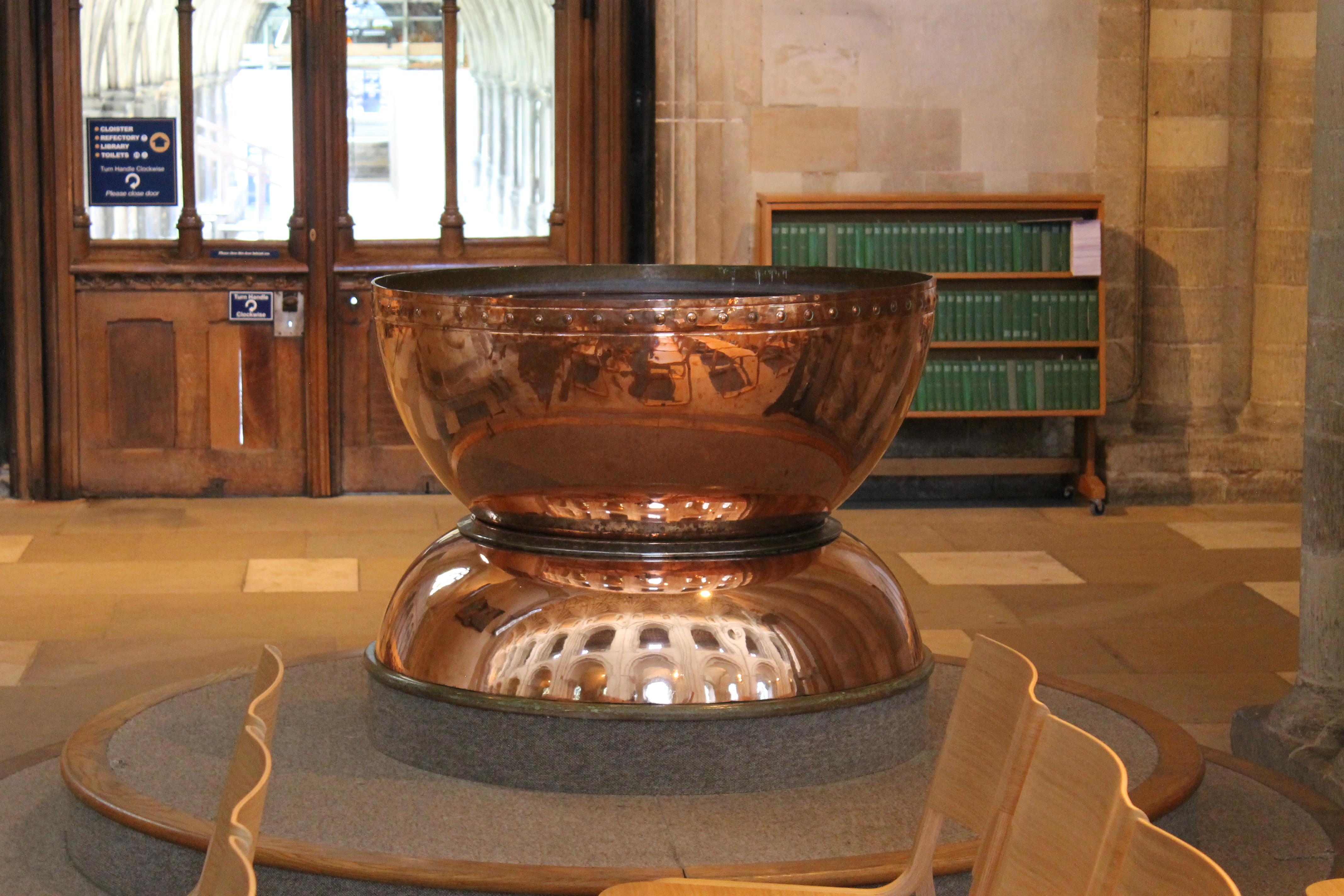